# Collegio di Edinburgh West
Edinburgh West è un collegio elettorale rappresentato alla camera dei comuni del parlamento del Regno Unito. Elegge un membro del parlamento con il sistema maggioritario a turno unico; l'attuale parlamentare è Christine Jardine dei Liberal Democratici Scozzesi, che rappresenta il collegio dal 2017.
Questo collegio fu un seggio sicuro per il Partito Unionista/Conservatore per oltre 65 anni, dalle elezioni generali nel Regno Unito del 1931 a quelle del 1997, dopo le quali il seggio fu conquistato dai Liberal Democratici fino alle elezioni del 2015. Il deputato eletto tra il 2015 e il 2017 fu Michelle Thomson, eletta nel Partito Nazionale Scozzese nel maggio 2015. Nel settembre dello stesso anno si dimise dal partito e continuò come indipendente; alle elezioni del 2017 il seggio fu vinto dai Liberal Democratici, con Christine Jardine attuale deputata.

## Estensione
Il collegio fu creato quando fu abolito, nel 1885, quello di Edinburgh, in favore di quattro nuovi collegi: Edinburgh East, Edinburgh Central, Edinburgh South e Edinburgh West. Il collegio Central fu abolito nel 2005, e il collegio East fu abolito nel 1997, per essere ricreato nel 2005. I collegi South e West rimangono invece in utilizzo continuo (con modifica delle estensioni) dal 1885.
Il Redistribution of Seats Act 1885 stabilì che il collegio dovesse consistere dei ward municipali di St. Andrew, St. Stephen, St. Bernard e St. Luke.
Nel 1918 il collegio consisteva dei ward municipali di Edimburgo di Dalry, Gorgie, Haymarket e St. Bernard's.
Prima delle elezioni generali del 2005, Edinburgh West era uno dei sei collegi che coprivano l'area della città di Edimburgo: cinque erano interamente contenuti nell'area municipale, mentre uno (Edinburgh East and Musselburgh) si estendeva nel Lothian Orientale, per comprendere Musselburgh.
I confini furono revisionati per le elezioni del 2005; Edinburgh West fu allargato per includere un'area che aveva fatto parte di Edinburgh Central, e divenne uno dei cinque collegi in cui era divisa la città.
Oggi il collegio copre una porzione nord-occidentale della città; include aree principalmente urbane, ma vi sono anche aree rurali all'interno della città, ad ovest del centro di Edimburgo. In termini di ward, il collegio include quelli di Cramond, Dalmeny and Kirkliston, Davidson's Mains, East Craigs, Gyle, Muirhouse and Drylaw, Murrayfield, North East Corstorphine, Queensferry, South East Corstorphin e Stenhouse.
Questi ward furono sostituiti con nuovi ward nel 2007, in conseguenza del Local Governance (Scotland) Act 2004, e nessuno di questi è interamente contenuto nel collegio. Almond r Constorphine/Murrayfield sono quasi interamente contenuti in Edinburgh West a parte una piccola area; il collegio include anche la maggior parte di Drum Brae/Cyle, una piccola parte di Pentland Hills e piccole parti di Forth, Inverleith, City Centre e Sighthill/Gorgie.

## Membri del Parlamento
| Elezione | Elezione             | Deputato               | Partito             |
| -------- | -------------------- | ---------------------- | ------------------- |
|          | 1885                 | Thomas Buchanan        | Liberale            |
|          | 1886                 | Thomas Buchanan        | Liberale Unionista  |
|          | 1888 (S)             | Thomas Buchanan        | Liberale            |
|          | 1892                 | William Palmer         | Liberale Unionista  |
| 1895     | Lewis McIver         |                        | Liberale Unionista  |
| 1909 (S) | James Avon Clyde     |                        | Liberale Unionista  |
|          | 1918                 | John Gordon Jameson    | Conservatore        |
|          | 1922                 | Vivian Phillipps       | Liberale            |
|          | 1924                 | Ian MacIntyre          | Unionista           |
|          | 1929                 | George Mathers         | Laburista           |
|          | 1931                 | Wilfrid Guild Normand  | Unionista           |
| 1935     | Thomas Mackay Cooper |                        | Unionista           |
| 1941 (S) | Ian Clark Hutchison  |                        | Unionista           |
| 1959     | Anthony Stodart      |                        | Unionista           |
|          | Ott 1974             | James Douglas-Hamilton | Conservatore        |
|          | 1997                 | Donald Gorrie          | Liberal Democratico |
| 2001     | John Barrett         |                        | Liberal Democratico |
| 2010     | Mike Crockart        |                        | Liberal Democratico |
|          | 2015                 | Michelle Thomson       | SNP                 |
|          | 2015                 | Michelle Thomson       | Indipendente        |
|          | 2017                 | Christine Jardine      | Liberal Democratico |

## Risultati elettorali

### Elezioni negli anni 2020
| Partito                    | Partito                              | Candidato                  | Risultati 4 luglio 2024 | Risultati 4 luglio 2024 |
| Partito                    | Partito                              | Candidato                  | Voti                    | %                       |
| -------------------------- | ------------------------------------ | -------------------------- | ----------------------- | ----------------------- |
|                            | Lib Dem                              | Christine Jardine          | 26 645                  | 50,78                   |
|                            | SNP                                  | Euan Hyslop                | 10 175                  | 19,39                   |
|                            | Laburista                            | Michael Davidson           | 7 854                   | 14,97                   |
|                            | Conservatore                         | Alastair Shields           | 2 897                   | 5,52                    |
|                            | Reform UK                            | Otto Inglis                | 2 209                   | 4,21                    |
|                            | Verde                                | James Puchowski            | 2 100                   | 4,00                    |
|                            | Indipendente                         | David Henry                | 363                     | 0,69                    |
|                            | Indipendente                         | Nick Hornig                | 143                     | 0,27                    |
|                            | Libertario Scozzese                  | Tam Laird                  | 85                      | 0,16                    |
|                            |                                      |                            |                         |                         |
| Iscritti                   | Iscritti                             | Iscritti                   | 76 490                  | 100,00                  |
| ↳ Votanti (% su iscritti)  | ↳ Votanti (% su iscritti)            | ↳ Votanti (% su iscritti)  | 52 471                  | 68,60                   |
| ↳ Astenuti (% su iscritti) | ↳ Astenuti (% su iscritti)           | ↳ Astenuti (% su iscritti) | 24 019                  | 31,40                   |
|                            |                                      |                            |                         |                         |
|                            | Esito: collegio confermato a Lib Dem |                            |                         |                         |

### Elezioni negli anni 2010
| Partito                    | Partito                              | Candidato                  | Risultati 12 dicembre 2019 | Risultati 12 dicembre 2019 |
| Partito                    | Partito                              | Candidato                  | Voti                       | %                          |
| -------------------------- | ------------------------------------ | -------------------------- | -------------------------- | -------------------------- |
|                            | Lib Dem                              | Christine Jardine          | 21 766                     | 39,91                      |
|                            | SNP                                  | Sarah Masson               | 17 997                     | 33,00                      |
|                            | Conservatore                         | Graham Hutchison           | 9 283                      | 17,02                      |
|                            | Laburista                            | Craig Bolton               | 4 460                      | 8,18                       |
|                            | Verdi                                | Elaine Gunn                | 1 027                      | 1,88                       |
|                            |                                      |                            |                            |                            |
| Iscritti                   | Iscritti                             | Iscritti                   | 72 507                     | 100,00                     |
| ↳ Votanti (% su iscritti)  | ↳ Votanti (% su iscritti)            | ↳ Votanti (% su iscritti)  | 54 533                     | 75,21                      |
| ↳ Astenuti (% su iscritti) | ↳ Astenuti (% su iscritti)           | ↳ Astenuti (% su iscritti) | 17 974                     | 24,79                      |
|                            |                                      |                            |                            |                            |
|                            | Esito: collegio confermato a Lib Dem |                            |                            |                            |

| Partito                    | Partito                                  | Candidato                  | Risultati 8 giugno 2017 | Risultati 8 giugno 2017 |
| Partito                    | Partito                                  | Candidato                  | Voti                    | %                       |
| -------------------------- | ---------------------------------------- | -------------------------- | ----------------------- | ----------------------- |
|                            | Lib Dem                                  | Christine Jardine          | 18 108                  | 34,30                   |
|                            | SNP                                      | Toni Giugliano             | 15 120                  | 28,64                   |
|                            | Conservatore                             | Sandy Batho                | 11 559                  | 21,89                   |
|                            | Laburista                                | Mandy Telford              | 7 876                   | 14,92                   |
|                            | Scotland's Independence Referendum Party | Mark Whittet               | 132                     | 0,25                    |
|                            |                                          |                            |                         |                         |
| Iscritti                   | Iscritti                                 | Iscritti                   | 71 537                  | 100,00                  |
| ↳ Votanti (% su iscritti)  | ↳ Votanti (% su iscritti)                | ↳ Votanti (% su iscritti)  | 52 795                  | 73,80                   |
| ↳ Astenuti (% su iscritti) | ↳ Astenuti (% su iscritti)               | ↳ Astenuti (% su iscritti) | 18 742                  | 26,20                   |
|                            |                                          |                            |                         |                         |
|                            | Esito: collegio passa da SNP a Lib Dem   |                            |                         |                         |

| Partito                    | Partito                                | Candidato                  | Risultati 7 maggio 2015 | Risultati 7 maggio 2015 |
| Partito                    | Partito                                | Candidato                  | Voti                    | %                       |
| -------------------------- | -------------------------------------- | -------------------------- | ----------------------- | ----------------------- |
|                            | SNP                                    | Michelle Thomson           | 21 378                  | 38,97                   |
|                            | Lib Dem                                | Mike Crockart              | 18 168                  | 33,12                   |
|                            | Conservatore                           | Lindsay Paterson           | 6 732                   | 12,27                   |
|                            | Laburista                              | Cameron Day                | 6 425                   | 11,71                   |
|                            | Verdi                                  | Pat Black                  | 1 140                   | 2,08                    |
|                            | UKIP                                   | Otto Inglis                | 1 015                   | 1,85                    |
|                            |                                        |                            |                         |                         |
| Iscritti                   | Iscritti                               | Iscritti                   | 71 709                  | 100,00                  |
| ↳ Votanti (% su iscritti)  | ↳ Votanti (% su iscritti)              | ↳ Votanti (% su iscritti)  | 54 858                  | 76,50                   |
| ↳ Astenuti (% su iscritti) | ↳ Astenuti (% su iscritti)             | ↳ Astenuti (% su iscritti) | 16 851                  | 23,50                   |
|                            |                                        |                            |                         |                         |
|                            | Esito: collegio passa da Lib Dem a SNP |                            |                         |                         |

| Partito                    | Partito                              | Candidato                  | Risultati 6 maggio 2010 | Risultati 6 maggio 2010 |
| Partito                    | Partito                              | Candidato                  | Voti                    | %                       |
| -------------------------- | ------------------------------------ | -------------------------- | ----------------------- | ----------------------- |
|                            | Lib Dem                              | Mike Crockart              | 16 684                  | 35,92                   |
|                            | Laburista                            | Cameron Day                | 12 881                  | 27,73                   |
|                            | Conservatore                         | Stewart Geddes             | 10 767                  | 23,18                   |
|                            | SNP                                  | Sheena M. Cleland          | 6 115                   | 13,17                   |
|                            |                                      |                            |                         |                         |
| Iscritti                   | Iscritti                             | Iscritti                   | 65 143                  | 100,00                  |
| ↳ Votanti (% su iscritti)  | ↳ Votanti (% su iscritti)            | ↳ Votanti (% su iscritti)  | 46 447                  | 71,30                   |
| ↳ Astenuti (% su iscritti) | ↳ Astenuti (% su iscritti)           | ↳ Astenuti (% su iscritti) | 18 696                  | 28,70                   |
|                            |                                      |                            |                         |                         |
|                            | Esito: collegio confermato a Lib Dem |                            |                         |                         |

### Elezioni negli anni 2000
| Partito                    | Partito                              | Candidato                  | Risultati 5 maggio 2005 | Risultati 5 maggio 2005 |
| Partito                    | Partito                              | Candidato                  | Voti                    | %                       |
| -------------------------- | ------------------------------------ | -------------------------- | ----------------------- | ----------------------- |
|                            | Lib Dem                              | John Barrett               | 22 417                  | 49,52                   |
|                            | Conservatore                         | David A. Brogan            | 8 817                   | 19,48                   |
|                            | Laburista                            | Navraj Singh Ghaleigh      | 8 433                   | 18,63                   |
|                            | SNP                                  | Sheena M. Cleland          | 4 124                   | 9,11                    |
|                            | Verdi                                | Ailsa Spindler             | 964                     | 2,13                    |
|                            | Socialista                           | Gary P. Clark              | 510                     | 1,13                    |
|                            |                                      |                            |                         |                         |
| Iscritti                   | Iscritti                             | Iscritti                   | 65 696                  | 100,00                  |
| ↳ Votanti (% su iscritti)  | ↳ Votanti (% su iscritti)            | ↳ Votanti (% su iscritti)  | 45 265                  | 68,90                   |
| ↳ Astenuti (% su iscritti) | ↳ Astenuti (% su iscritti)           | ↳ Astenuti (% su iscritti) | 20 431                  | 31,10                   |
|                            |                                      |                            |                         |                         |
|                            | Esito: collegio confermato a Lib Dem |                            |                         |                         |

| Partito                    | Partito                              | Candidato                  | Risultati 7 giugno 2001 | Risultati 7 giugno 2001 |
| Partito                    | Partito                              | Candidato                  | Voti                    | %                       |
| -------------------------- | ------------------------------------ | -------------------------- | ----------------------- | ----------------------- |
|                            | Lib Dem                              | John Barrett               | 16 719                  | 42,35                   |
|                            | Laburista                            | Elspeth Alexandra          | 9 130                   | 23,13                   |
|                            | Conservatore                         | Iain Whyte                 | 8 894                   | 22,53                   |
|                            | SNP                                  | Alyn Smith                 | 4 047                   | 10,25                   |
|                            | Socialista                           | Bill Scott                 | 688                     | 1,74                    |
|                            |                                      |                            |                         |                         |
| Iscritti                   | Iscritti                             | Iscritti                   | 62 465                  | 100,00                  |
| ↳ Votanti (% su iscritti)  | ↳ Votanti (% su iscritti)            | ↳ Votanti (% su iscritti)  | 39 478                  | 63,20                   |
| ↳ Astenuti (% su iscritti) | ↳ Astenuti (% su iscritti)           | ↳ Astenuti (% su iscritti) | 22 987                  | 36,80                   |
|                            |                                      |                            |                         |                         |
|                            | Esito: collegio confermato a Lib Dem |                            |                         |                         |

## Risultati dei referendum

### Referendum sulla permanenza del Regno Unito nell'Unione europea del 2016
|        | Collegio       | Lasciare UE % | Rimanere in UE % |
| ------ | -------------- | ------------- | ---------------- |
|        | Edinburgh West | 28,8%         | 71,2%            |
| Scozia | 38,0%          | 62,0%         |                  |
|        | Regno Unito    | 51,9%         | 48,1%            |

### Referendum sull'indipendenza della Scozia del 2014
|        | Collegio       | Voti NO | % No      | Voti SI | % Sì  |
| ------ | -------------- | ------- | --------- | ------- | ----- |
|        | Edinburgh West | 42 946  | 65,5%     | 22 615  | 34,5% |
| Scozia | 2 001 926      | 55,3%   | 1 617 989 | 44,7%   |       |